# Steven H
Steven Maurice Lea Heyse (Gent, 8 februari 1979), bekend onder de artiestennaam Steven H, is een Belgisch rapper die in het West-Vlaams rapt.

## Loopbaan
Steven Heyse is afkomstig uit Kaster. Hij studeerde productontwikkeling in Antwerpen en communicatie in Gent, waar hij sindsdien woont. Heyse heeft een loopbaan als webredacteur en copywriter.
Steven H maakt muziek sinds zijn 16e. In de jaren 90 begon hij met indierock als drummer in verschillende bandjes, waarna hij overstapte naar rap. In 2007 haalde Steven H als soloartiest de finale van Westtalent. In 2009 won hij Het Groot Geweld, een muziekwedstrijd van Poppunt, FM Brussel en de Ancienne Belgique.
In 2010 bracht Steven H zijn debuut-ep uit, Ik, Steven H. Met de videoclip van de single "'t Zit tegen" haalde hij de nationale media. Twee jaar later werd het nummer opgenomen op de compilatie Nederhop – de beste rap en hiphop uit de Lage Landen van Universal en nam Steven H deel aan de talentenshow Belgium's Got Talent op VTM, waarna "'t Zit tegen" opdook in de Urban 50-lijst van Ultratop.
Een tweede ep, Pijn en Lijden, verscheen in 2013. Deze plaat werd gemixt en gemasterd door Gorki-bassist Erik Van Biesen.
Sinds 2015 treedt Steven H ook op met een metal/crossover-groep, Steven H & de Korte Zotten. De groep bracht in 2017 Wachten up het einde uit.
In 2019 verscheen Een leven zonder zorgen, het eerste volwaardige album van Steven H. Een jaar later rapte hij mee op het nummer "Kom je ontvoeren vannacht" van Willy Organ, waarvan de videoclip werd geregisseerd door horrorregisseur Jonas Govaerts.
In 2021 verscheen het tweede full album Steven H zingt Steven H op cassette en vinyl.
In 2023 bracht hij Steven H - Zijn allergrootste successen uit op cd.